# سار (شبستر)
سار یکی از روستاهای استان آذربایجان شرقی است که در دهستان رودقات بخش صوفیان شهرستان شبستر واقع شده‌است.